# S.M. Malmström
Sven Magnus Malmström, känd som S.M. Malmström, född 8 juni 1862 i Malmö Karoli församling, död 15 december 1926 i Malmö Sankt Pauli församling, var en svensk socialdemokratisk kommunalpolitiker.
Malmström, med titeln disponent, var ledamot av Malmö stadsfullmäktige från 1911 och ordförande i drätselkammaren från 1924 till sin död. Han var även styrelseledamot i Malmö-Tomelilla Järnvägs AB och Östra Skånes Järnvägar.